# Humboldt (Dakota del Sur)
Humboldt es un pueblo ubicado en el condado de Minnehaha en el estado estadounidense de Dakota del Sur. En el Censo de 2010 tenía una población de 589 habitantes y una densidad poblacional de 359,26 personas por km².

## Geografía
Humboldt se encuentra ubicado en las coordenadas 43°38′42″N 97°4′28″O / 43.64500, -97.07444. Según la Oficina del Censo de los Estados Unidos, Humboldt tiene una superficie total de 1.64 km², de la cual 1.6 km² corresponden a tierra firme y (2.21%) 0.04 km² es agua.

## Demografía
Según el censo de 2010, había 589 personas residiendo en Humboldt. La densidad de población era de 359,26 hab./km². De los 589 habitantes, Humboldt estaba compuesto por el 95.76% blancos, el 0.17% eran afroamericanos, el 1.36% eran amerindios, el 0% eran asiáticos, el 0% eran isleños del Pacífico, el 1.02% eran de otras razas y el 1.7% pertenecían a dos o más razas. Del total de la población el 1.53% eran hispanos o latinos de cualquier raza.